# Bourem
Cercle de Bourem är en krets i Mali.   Den ligger i regionen Gao, i den centrala delen av landet, 1 000 km nordost om huvudstaden Bamako. Antalet invånare är 115 958.